# Elezioni amministrative in Cile del 2008
Le elezioni municipali cilene del 2008 si sono svolte domenica 26 ottobre 2008 per il rinnovo dei sindaci e dei consigli municipali dei 345 comuni in cui il paese è diviso.
Secondo la Costituzione cilena possono esercitare il diritto di voto i cittadini che hanno compiuto i 18 anni di età e quelli che non hanno ricevuto una condanna superiore ai 3 anni. Per votare occorre l'iscrizione nei registri elettorali e l'esibizione della Carta d'identità. Possono votare i cittadini stranieri che risiedono in Cile da almeno 5 anni. Il diritto di voto è sospeso per interdizione, per chi è accusato di omicidio o per chi è stato condannato per terrorismo oppure per sanzione del Tribunale Superiore Elettorale. Il voto è volontario ma qualora un elettore si iscrivesse nei registri elettorali e non si recasse alle urne può essere condannato a pagare una multa.
Queste elezioni hanno constatato la divisione in due dell'elettorato cileno tra il centrosinistra al governo e la destra all'opposizione. La Concertación (che si è presentata divisa) ha vinto le elezioni dei consiglieri comunali mentre per la prima volta dal 1990 l'Alianza por Chile ha ottenuto più voti nell'elezione dei sindaci.

## Partiti e coalizioni

### Concertación de Partidos por la Democracia
La coalizione governante dal 1990 per la prima volta nella sua storia si è presentata divisa in due liste separate:
- Concertación Democrática, formata dal Partito Democratico Cristiano del Cile e dal Partito Socialista del Cile.
- Concertación Progresista, formata dal Partito per la Democrazia e dal Partito Radicale Social Democratico.

Questa idea di presentare due liste separate è stata proposta dal PPD e dal PRSD con l'obiettivo di rafforzare la coalizione. Questa proposta è stata criticata dalla DC e dal PS che hanno accusato i loro alleati di dividere la Concertación. Nonostante queste divisioni entrambe le liste hanno condotto la campagna elettorale assieme. Entrambe le liste si sono accordarte con la Juntos Podemos per presentare candidati comuni nei comuni più emblematici.
La divisione della coalizione ha creato malumori all'interno del governo, manifestati dalla stessa Presidente Bachelet e da ex Presidenti come Patricio Aylwin o Ricardo Lagos e dei leader della DC e PS ossia Soledad Alvear e Camilo Escalona. Tale elezione è importante per stabilire gli equilibri all'interno della coalizione e delle candidature per le elezioni presidenziali del 2009.

### Alianza por Chile
La coalizione di destra rappresenta la principale forza di opposizione al governo dal 1990 e ha conferito importanza a queste elezioni perché sono il primo test prima delle presidenziali del 2009, in cui l'Alianza risulta favorita. I principali leader della coalizione come Sebastián Piñera e Joaquín Lavín hanno partecipato alla campagna elettorale.
La destra punta alla vittoria a queste elezioni che sono un test per le coalizioni in attesa delle elezioni di dicembre 2009, ossia quelle che del rinnovamento della Presidenza e del Congresso.

### Juntos Podemos Más
La coalizione di sinistra comprendente i comunisti e umanisti ha sempre alternato posizioni di appoggio e di opposizione nei confronti della coalizione di centrosinistra. La coalizione ha siglato accordi con la Concertación per presentare candidati comuni.

### Por un Chile Limpio
La coalizione formata da dissidenti della Concertación, da regionalisti e da ecologisti si è presentata come alternativa sia al governo che dell'opposizione.

## Risultati
| # | Partito/Coalizione                         |      | Votos A?  | % A?  | ±?    | Nº A? | ±?  | Votos C?  | % C?  | ±?    | Nº C? | ±?   |
| - | ------------------------------------------ | ---- | --------- | ----- | ----- | ----- | --- | --------- | ----- | ----- | ----- | ---- |
| A | Por un Chile limpio                        |      | 249.237   | 4,00  | 3,67  | 7     | 6   | 421.799   | 7,57  | 6,86  | 117   | 102  |
|   | Partido Ecologista                         | PE   | 0         | 0,00  | 0,00  | 0     | 0   | 3.819     | 0,06  | 0,06  | 0     | 0    |
|   | Partido Regionalista de los Independientes | PRI  | 54.756    | 0,87  | 0,62  | 1     | 1   | 206.399   | 3,70  | 3,19  | 64    | 53   |
|   | Indipendenti Lista A                       | ILA  | 194.481   | 3,12  | 3,04  | 6     | 5   | 211.581   | 3,79  | 3,59  | 53    | 49   |
| B | La fuerza del Norte                        |      | 24.182    | 0,38  | -0,24 | 1     | 0   | 27.384    | 0,49  | -0,14 | 7     | 0    |
|   | Fuerza País                                | FP   | 1.141     | 0,01  | 0,01  | 0     | 0   | 1.347     | 0,02  | 0,02  | 1     | 1    |
|   | Indipendenti Lista B                       | ILB  | 23.041    | 0,37  | -0,25 | 1     | 0   | 26.037    | 0,46  | -0,17 | 6     | -1   |
| C | Concertación Democrática                   |      | 1.787.271 | 28,71 | -6,63 | 99    | -58 | 1.554.379 | 27,90 | -5,42 | 673   | -103 |
|   | Partido Demócrata Cristiano                | PDC  | 1.121.574 | 18,01 | -3,89 | 58    | -41 | 778.766   | 13,98 | -6,32 | 343   | -113 |
|   | Partido Socialista de Chile                | PS   | 579.527   | 9,31  | -2,49 | 29    | -16 | 622.552   | 11,17 | 0,27  | 250   | -5   |
|   | Indipendenti Lista C                       | ILC  | 86.170    | 1,38  | -0,26 | 12    | -1  | 153.061   | 2,74  | 0,62  | 80    | 15   |
| D | Juntos Podemos Más                         |      | 396.388   | 6,36  | 0,47  | 7     | 3   | 506.176   | 9,08  | -0,08 | 80    | -9   |
|   | Partido Comunista de Chile                 | PC   | 155.634   | 2,50  | -0,49 | 4     | 0   | 277.895   | 4,98  | 0,10  | 46    | 8    |
|   | Partido Humanista                          | PH   | 84.130    | 1,35  | 0,40  | 1     | 1   | 104.715   | 1,87  | -0,07 | 13    | -14  |
|   | Partido Izquierda Cristiana de Chile       | IC   | 0         | 0,00  | 0,00  | 0     | 0   | 2.176     | 0,03  | 0,03  | 0     | 0    |
|   | Indipendenti Lista D                       | ILD  | 156.624   | 2,51  | 0,56  | 2     | 2   | 121.390   | 2,17  | -0,17 | 21    | -3   |
| E | Alianza por Chile                          |      | 2.524.989 | 40,56 | 1,85  | 142   | 38  | 2.005.153 | 35,99 | -1,69 | 863   | -23  |
|   | Renovación Nacional                        | RN   | 822.136   | 13,20 | -0,77 | 54    | 16  | 897.617   | 16,11 | 1,02  | 388   | 2    |
|   | Unión Demócrata Independiente              | UDI  | 1.244.158 | 19,98 | 0,51  | 57    | 6   | 840.929   | 15,09 | -3,72 | 351   | -53  |
|   | Indipendenti Lista E                       | ILE  | 458.695   | 7,36  | 2,09  | 31    | 16  | 266.607   | 4,78  | 1,00  | 124   | 28   |
| F | Concertación Progresista                   |      | 607.159   | 9,75  | 0,27  | 47    | 1   | 966.183   | 17,34 | 2,77  | 391   | 41   |
|   | Partido por la Democracia                  | PPD  | 433.739   | 6,96  | 0,55  | 35    | 1   | 475.665   | 8,53  | -1,44 | 195   | -36  |
|   | Partido Radical Socialdemócrata            | PRSD | 149.967   | 2,40  | -0,66 | 11    | -1  | 289.121   | 5,19  | 0,59  | 113   | -6   |
|   | Indipendenti Lista F                       | ILF  | 23.453    | 0,37  | 0,37  | 1     | 1   | 201.397   | 3,61  | 3,61  | 83    | 83   |
| Z | Indipendenti fuori dalle coalizioni        | IND  | 635.118   | 10,20 | 0,55  | 40    | 8   | 88.925    | 1,59  | -2,33 | 12    | -9   |
|   | Voti validi                                |      | 6.224.344 | 91,44 | -0,37 |       |     | 5.569.999 | 87,66 | 87,66 |       |      |
|   | Voti nulli                                 |      | 397.233   | 5,83  | 0,38  |       |     | 516.319   | 8,12  | 8,12  |       |      |
|   | Voti in bianco                             |      | 184.916   | 2,71  | -0,02 |       |     | 267.767   | 4,21  | 4,21  |       |      |
|   | Totale voti emessi                         |      | 6.806.493 |       |       |       |     | 6.354.085 |       |       |       |      |